# 고룡의 무협 소설 초류향 시리즈의 주인공
초류향(楚留香)은 고룡의 무협 소설 초류향 시리즈의 주인공이다.
출중한 외모, 뛰어난 무공, 여자들의 마음을 잘 헤아리고 우정을 중요시하며, 부자들의 재산을 훔쳐 가난한 자들을 돕고, 악인이라도 죽이지 않고 기회를 주는 이 인물은 고룡의 소설 속 세계관에서 이심환(李尋歡), 철중당(鐵中棠)과 함께 가장 존경받는 인물이다.
그 중에서도 초류향은 아마도 흔치 않은 여성 무협소설 독자들에게 모든 무협소설을 통틀어 가장 인기있는 주인공 중 한 명일 것이다.

## 초류향 시리즈 소개
초류향을 주인공으로 하는 고룡의 소설은 모두 8편이다.
혈해표향(血海飄香), 대사막(大沙漠), 화미조(畵眉鳥), 귀연협정(鬼戀俠情), 편복전기(蝙蝠傳奇), 도화전기(桃花傳奇), 신월전기(新月傳奇), 오야난화(午夜兰花)
혈해표향, 대사막, 화미조는 연결된 하나의 내용이고 이후부터는 각각의 사건이 독립적이지만 시간순으로 연결되어 있다.
추리소설의 형식을 띈 로드무비에 가깝다고 볼 수도 있겠지만, 초류향 시리즈는 남자들끼리의 우정이 최고라거나 실력있고 멋진 남자 주인공이 여기저기 모험하며 사건을 해결하고 남을 돕는 그런 전형적인 내용이 아닌, 비록 각각의 사건이 모두 해피엔딩은 아니지만 각양각색의 사랑이야기라고 할 수 있다. 애증(愛憎)은 고룡의 주된 테마이기도 하다.
<< 아래 내용은 스포일러를 포함하고 있습니다. >>

## 《혈해표향》(血海飄香), 《대사막》(大沙漠), 《화미조》(畵眉鳥)

### 등장인물
- 소용용(蘇蓉蓉), 이홍수(李紅袖), 송첨아(宋甜兒) : 초류향과 함께 배를 타고 유람하며 같이 생활한다. 각자의 사연으로 초류향이 보호하는 여동생들. 나이는 18~20세 정도
- 좌우쟁(左又錚), 서문천(西門千), 영취자(靈鷲子), 찰목합(札木合) : 20여 년이 지난 지금까지도 추영소의 자화상을 간직하며 잊지 못하다 추영소의 편지를 받고 사라진 뒤 초류향에게 시체로 발견된다.
- 중원일점홍(中原一點紅) : 천성방은 장문인 좌우쟁이 주사방의 서문천에게 죽었을 것이라고 의심하여 중원일점홍을 고용해 주사방을 상대하려 했으나, 서문천의 죽음을 조사하러 왔던 초류향과 만난 일점홍은 초류향에게 고하를 가리기 위해 도전했다가 친구가 된다. 사막에서 무화의 거짓정보에 속아 초류향을 돕기 위해 구자왕을 암살하러 왔다가 호철화의 실수로 곡무용을 보호하다 한 팔이 잘린다.
- 무화(無花) : 시, 그림, 악기, 바둑, 경 등 모든 것에 뛰어난, 초류향이 최근에 알게 된 지기. 천풍십사랑의 첫째 아들.
- 남궁영(南宮靈) : 개방의 젊은 새 방주. 천풍십사랑의 둘째 아들
- 흑진주(黑珍珠) :  아버지인 사막의 왕 찰목합의 행방을 찾기 위해 사막에서 중원으로 건너왔다. 매우 차갑고 냉혹한 이미지인데, 초류향에게는 매번 계집애같다는 말을 듣는다. 추영소의 편지 내용을 초류향에게 알려줌으로써 실마리를 제공한다. 초류향을 다시 보기 위해 소용용 등을 데리고 사막으로 돌아간다.
- 임자(任慈) : 개방의 전임 방주.
- 추영소(秋靈素) : 미모를 질투한 석관음(石觀音)에게 협박당해 스스로 얼굴을 훼손하고, 엽숙정(葉淑貞)으로 이름을 고치고 임부인으로 살아가다 남궁영의 협박을 받자 도움을 청하기 위해 과거 자신을 사랑했던 4명에게 편지를 보낸다.
- 천풍십사랑(天楓十四郞) : 부상(扶桑) 동영주(東瀛州) 이하곡(伊賀谷)의 무사.
- 호철화(胡鐵花) : 초류향을 항상 빈대새끼라고 부른다. 매우 감정에 솔직하고 사랑스러운 초류향의 친구. 자신을 좋아하는 여자들을 무서워하고, 자신이 좋아하는 여자들은 그를 싫어한다. 고아남의 청혼에 놀라 근 7년을 도망다니다 초류향을 만나 희빙안과 사막으로 향한다.
- 희빙안(姬冰雁) : 초류향의 어릴 적 친구. 사막의 무서움을 알기에 초류향과 호철화를 말리지만 결국 길을 떠나는 친구들 걱정에 동행한다.
- 석타(石駝) - 희빙안이 사막여행을 위해 고용한 귀머거리, 장님, 벙어리. 화산파의 화산칠검 중 첫째로 밝혀지면서 초류향이 석관음의 비밀을 알게된다.
- 곡무용(曲無容) : 석관음의 제자. 석관음을 배신하고 중원일점홍을 따라나선다.
- 비파공주(琵琶公主) - 구자왕의 딸
- 화미조(畵眉鳥) : 초류향 일행을 도와 석관음의 제자들을 살해하고 구자왕, 비파공주, 호철화 등 일행들을 죽음에서 구한다.
- 이옥함(李玉函) : 옹취산장(擁翠山莊) 이관어(李觀魚)의 아들. 아내 유무미(柳無眉)를 위해 모든 것을 감내하지만 끝내 아내를 구하지 못한다.
- 수일범(帥一帆), 소석(簫石), 능비각(凌飛閣), 철산도장(鐵山道場), 황노직(黃魯直), 웅낭자(雄娘子) : 이옥함이 아버지의 이름을 빌려 초류향을 상대하기 위해 초빙한 6명의 고수들
- 대독행(戴獨行) : 개방의 대선배. 개방의 은혜를 갚기 위해 초류향 일행을 돕는다.
- 사도정(司徒靜) : 친어머니인 수모음희를 오해하여, 무화와 소림파를 끌여들여 수모음희를 상대하기 위해 천일신수를 훔쳐내지만 무화로부터 버려지고 자살한다.
- 웅낭자(雄娘子) : 유명한 채화음적으로 수모음희를 만나 사도정을 낳은 이후 개과천선하여 신분을 숨기고 살아오다 사도정이 죽었다는 소식을 듣고 신수궁을 방문했다가 궁남연에게 살해당한다.
- 궁남연(宮南燕) : 수모음희가 웅낭자를 대신하기 위해 거둔 여제자. 수모음희처럼 여자를 사랑한다.

### 전체 줄거리
20여년 전 화산파에 의해 황산세가가 멸문을 당한다. 신수궁(神水宮)의 외가(外家) 제자였던 황산세가의 이기(李琦)는 다른 제자 두 명에게 구출되어 도망치다 죽을 위기에서 천풍십사랑의 도움으로 신수궁으로 피신한다.
천풍십사랑은 세 명을 모두 욕보이는데, 외인을 끌어드린 벌로 다른 제자 두 명은 신수궁의 문지기가 되고 신수궁의 처벌이 두려웠던 이기는 천풍십사랑과 함께 신수궁주를 독살하고 떠나 무화, 남궁영을 낳고 사막으로 건너가 석관음이 되어 비밀골짜기에서 유무미, 곡무용 등 제자들과 세력을 키워 화산파에 복수하고 구자국을 포함해 관외를 지배하려 한다.
히데요시의 신풍(神風) 계획으로 중원에서 머물던 천풍십사랑은 거짓으로 개방의 임자, 소림의 천봉대사에게 패해 각각 남궁영, 무화를 맡기고 죽음으로 위장한 후 사라져 비밀리에 중원일점홍을 포함한 살수집단을 기르고 남궁영은 개방을, 무화는 소림을 장악하려 한다.
남궁영은 무화가 훔쳐낸 천일신수로 개방의 임자를 독살하면서 개방을 손에 넣었지만, 무화는 초류향에게 비밀을 들킬 것을 염려해 동생 남궁영을 독살한다.
아버지의 행방을 조사하러 중원으로 왔던 흑진주가 소용용, 이홍수, 송첨아를 사막으로 데려가자 초류향, 호철화, 희빙안은 사막으로 건너가서 구자국의 반란사건에 휘말리게 되고, 석관음과 무화의 관계, 비밀을 알게된다. 분신과도 같았던 거울 속의 자신이 깨지자 석관음은 자살하고 무화는 천풍십사랑에게 죽임을 당한다. 이 과정에서 화미조로부터 도움을 받고, 중원일점홍은 석관음의 제자 곡무용과 서로에게 이끌려 탈출 후 도피생활을 시작한다.
석관음이 중원으로 보낸 첩자였던 유무미는 복수를 위해 초류향을 죽이려하고, 유무미의 눈물과 거짓말에 속은 초류향은 웅낭자를 미행해 신수궁에 들어갔다가 웅낭자의 죽음을 목격한다.
자신의 제자 궁남연이 질투로 웅낭자를 죽였다는 사실을 알게 되자, 수모음희는 살아갈 마음을 버리고 초류향 일행을 살려준 뒤 굴 속에 스스로를 가둔다.
신수궁을 나온 초류향 일행은 과거 이기와 함께 천풍십사랑에 의해 망가진 두 제자와 중원일점홍, 곡무용을 만나게 되고, 초류향은 그들을 옥죄는 '손'인 천풍십사랑과 대결하지만 수모음희와의 대결로 힘이 빠진 초류향이 패하려던 때에 소용용의 기지로 천풍십사랑이 물러난다.

### 이모저모
신수궁의 궁남연이 조사한 바에 따르면 초류향과 친구들은 철혈대기문(鐵血大旗門)과 어느 정도 관계가 있다. 초류향은 철중당과 혈관관계 혹은 사제관계일 가능성이 있다.
초류향과 친구들의 대화에서 초류향의 나이를 27세 안팎으로 추정할 수 있다.
초류향이 소용용, 이홍수, 송첨아를 어떻게 생각하는지는 석관음과의 대화에서 알 수 있다.
석관음이 묻는다.
"당신은 나를..... 나를 그런 유혹에 한 번 빠질만한 여자라고 생각하지 않나요?"
"내 생명을 바칠 수 있는 여인은 아닌 것 같소이다."
"소용용 등은요?"
"그녀는 여자가 아니라 좋은 친구들이오. 자기 친구를 위하여 사나이는 목숨을 거는 것이라오."

## 《귀연협정》(鬼戀俠情)

### 이야기의 배경이 되는 네 가문과 등장인물
- 척배산장(擲杯山莊)
  - 좌경후(左輕侯) : 초류향의 친한 형님.  설의인(薛衣人)과 원수지간으로 두 가문은 최후의 일전을 눈 앞에 두고 있다.
  - 좌명주(左明珠) : 좌경후의 딸. 정여풍과 혼인하기로 되어 있다. 크게 앓은 뒤 깨어나자 시가장의 시인(施茵)과 혼이 바뀌어 있었다.
  - 장간제(張簡齋) : 좌명주를 위해 모셔온 명의.
- 설가장(薛家莊)
  - 설의인(薛衣人) : 천하제일검객 중 한 명.
  - 설소인(薛笑人) : 설보보(薛寶寶)라고도 불리며 어린아이 같은 백치. 신분이 탄로 나자 형의 그늘에서 벗어나고자 자살한다.
  - 설홍홍(薛紅紅) : 설의인의 큰 딸. 시가장의 며느리가 되었지만 추한 얼굴로 남편의 사랑을 얻지 못한다.
  - 설빈(薛斌) : 설의인의 아들. 시가장의 시인의 약혼자. 석수운의 숙부를 매수해 돈으로 석풍운의 시체를 산다.
  - 석풍운(石楓云) : 석수운의 언니
  - 석수운(石繡云) : 언니의 복수를 위해 설빈에게 접근하다가 초류향과 만난다.
  - 의검(倚劍) : 설빈의 서동. 석풍운과 사랑했지만 신분의 차이로 주저한다.
- 시가장(施家莊)
  - 시효렴 : 시가장주.
  - 화금궁(花金弓) : 시가장의 안주인.
  - 시전종(施傳宗) : 설홍홍의 남편.
  - 시인(施茵) : 부모가 설빈에게 시집보내려 하지만 창극배우 엽성란(葉盛蘭)을 사랑한다. 좌명주처럼 크게 앓다가 죽는다.
  - 양아주머니 : 시인의 유모.
- 정가 : 정여풍(丁如風)과 이번 달 혼인하기로 되어 있던 좌명주를 찾아 척배산장을 방문한다.

### 전체줄거리
설의인의 큰 딸을 며느리로 얻었던 시가장은 딸 시인도 설빈에게 시집보내 겹사돈을 맺으려 하지만 시인이 갑자기 죽고 죽음의 원인으로 엽성란을 지목한다.
좌경후는 좌명주를 정여풍에게 시집보내 정가의 사람으로 만들어, 곧 벌어질 설가장과의 최후의 일전에서 좌명주를 보호하려 하지만, 좌명주가 크게 앓아 누운 뒤 깨어나자 좌명주의 몸과 시인의 혼이 차시환혼(借屍還魂)되어 크게 놀란다.
이것은 설빈과 좌명주, 시인과 엽성란 네 명의 젊은 연인들이 꾸민 한 편의 커다란 연극이었다.
시간을 정해 놓고 시인은 죽고 동시에 좌명주는 깨어난다. 시인의 시체는 다른 시체로 위장해 유모가 관리하고 시인은 엽성란과 함께 숨는다.
좌명주의 죽음과 부활은 장간제, 초류향이 보증해서 사람들이 차시환혼을 믿을 수밖에 없도록 만든다. 부모들이 원했던 대로 혼인을 진행하면 결국 좌명주의 몸과 시인의 혼이 설빈과 혼인하는 것이므로 세 집안이 서로 사돈이 되어 집안 간의 원한이 옅어지고 연인들은 자신들의 사랑을 지킬 수 있게 된다.
시인을 자식처럼 아끼고 행복하기만을 바랬던 유모 양아주머니가 크게 도움을 주고, 장간제는 젊은이들의 사랑에 감동하고 계획도 기발하고 의도가 좋았기에 좌경후와 초류향을 속이면서까지 이 연극에 동참했다.
몇 년 전 강호에 등장한 직업자객들을 조사하기 위해 송강부(松江府)에 갔다가 척배산장에서 차시환혼을 보게 된 초류향은 주변 사람들을 만나면서 내용을 알게 된 뒤 연인들을 축하해주고, 그 과정에서 설가장에서 만난 설보보가 직업자객들의 수뇌임을 밝혀낸다.

### 이모저모
설의인의 동생이자 직업자객들의 우두머리였던 설소인은 백치 행새를 하며 보보(寶寶)라고 불리는데, 이는 구월응비(九月鷹飛)에서 백치 행새를 하던 상관소선(上官小仙)이 가지고 놀던 인형을 부르던 이름과 같다.

## 《편복전기》(蝙蝠傳奇)

### 등장인물
- 고매대사(枯梅大師) : 화산파 장문인. 매우 강직하고 굳센 여걸 중의 여걸로 알려져 있다. 남태부인으로 위장해 하산했다가 원수운의 배 위에서 인어들에게 죽는다.
- 고아남(高亞男) : 화산파 제자. 예전 호철화에게 청혼했다가 거절당하고 7년 만에 다시 만났으나 모른 체 한다.
- 화진진(華真真) : 예전 화산파의 장문인 화선자(華仙子)의 종손녀. 화산파를 김시할 수 있는 권한이 있다. 흉수로 지목된다.
- 장삼(張三) : 초류향과 호철화의 친구. 그들을 따라 편복도로 동행한다.
- 금령지(金靈芝) : 만복만수원(萬福萬壽園) 금태부인(金太夫人)의 39번째 손녀. 원수운에게 모든 것을 주었지만 호철화와도 사랑하게 되었다.
- 정풍(丁楓) : 편복공자의 수하. 편복도로 가는 배 위에서 사람들을 죽이려 했지만 실패하고 도주한다.
- 구자장(勾子長) : 몇 개월 전 수십명이 죽은 큰 절도사건의 범인. 원수운으로부터 토사구팽 당한다.
- 영만리(英萬里) : 절도사건을 조사하기 위해 공손겁여라는 인물로 위장해서 구자장의 뒤를 쫓는다.
- 백엽(白獵) : 구자장을 쫓기 위해 백납촉으로 가장해 영만리와 함께 동행한다.
- 원수운(原隨雲) : 무림제일세가 무쟁산장(無爭山莊) 원동원(原東園)의 아들. 맹인. 바다에서 표류하던 초류향 일행을 구해준다.
- 동삼랑 : 편복도의 감옥에서 고객들을 접대하다 초류향에게 감동해 도움을 준다.

### 전체줄거리
칠대검파 중 유일하게 장문인이 여자였던 화산파는 점점 제자들의 숫자가 줄어들고 음우대사(飲雨大師)에 이르러 제자는 일곱 명만 남게 되었다.
나찰방(羅剎幫)이 화산파를 장악하기 위해 냉면나찰(冷面羅剎)이 도전해왔을 때 고매대사는 끓는 기름 속에 손을 넣어 냉면나찰을 물러나게 하였지만 왼손은 뼈만 남게 되었다.
이후 고매대사는 30년 간 장문인을 지내면서 속세와 인연을 끊고 제자들은 그녀의 웃는 모습을 볼 수 없었다.
원수운은 편복도에 비밀기지를 만들고, 사람들을 초대해 유명한 각종 절기들을 비싼 값에 팔고 그 비밀을 이용해 그들을 장악하려는 계획을 가지고 있었다.
금령지가 화산파의 청풍심삽식을 사용하고 마침 고매대사와 고아남이 하산하자 호기심을 느낀 초류향이 정풍을 따라 편복도에 가게 되면서 원수운과 고매대사, 화진진의 본모습이 드러난다.
고매대사도 결국 아픔을 가진 감정이 있는 여인이었고, 장님인 원수운은 그녀의 팔과 외모, 나이를 개의치 않았기에 고매대사는 자신의 마음을 움직인 원수운에게 기꺼이 청풍십삼식(清風十三式)을 주었던 것이다.
화진진이 화산파의 규율에 따라 감시하러 오자 고매대사는 화진진에게 누명을 씌우려 하지만 동삼랑의 도움, 화진진의 지혜로 실패한다.
편복도에 찾아왔던 손님들이 다 죽고 초류향마저 원수운을 제압하지 못하고 놓치자 원수운은 최후의 승자를 자처하고 섬을 떠나면서 고매대사, 금령지, 고아남만을 데려가겠다고 할 때 금령지는 몸을 날려 원수운과 높은 암초에서 떨어진다.

### 이모저모
초류향과 호철화는 동갑내기 친구가 아니다. 호철화는 33세이고 초류향은 27세 안팎이다.
마지막에 금령지가 원수운과 함께 암초에서 떨어져 죽은 것처럼 묘사되지만 다음 작품 도화전기(桃花傳奇)에서 금령지가 살아있는 것으로 보아 원수운도 살아있을 가능성이 높다.
편복도에 왔던 손님들에 의하면 철중당은 과거의 사람이 아닌 당대의 사람으로 현재 살아있는 인물로 볼 수 있다.

## 《도화전기》(桃花傳奇)

### 등장인물
- 애청(艾靑) : 금태부인의 팔순잔치에서 방귀를 뀌어 초류향의 관심을 끈다.
- 장결결(張潔潔) : 초류향이 위험한 상황에 항상 나타나는 의심스러운 여인.
- 금사야(金四爺) - 금령지의 넷째 숙부, 딸의 불치병을 치료하기 위해 초류향을 유인하지만 장결결의 훼방으로 실패한다.

### 전체줄거리
초류향은 호철화와 함께 금령지의 초대를 받아 금태부인의 팔순잔치에 갔다가 애청으로부터 누군가 자신을 노리고 있음을 알게 된다.
초류향의 참모습은 지인들밖에 모르는데 흉수는 누구이길래 초류향을 노릴 수 있을까. 그 이유는 무엇일까.
자신을 노리는 흉수를 찾으러 가는 곳마다 초류향은 적의 손아귀에 빠지지만 매번 위험에서 빠져나오고 그때마다 만나는 것은 장결결이었다.
장결결은 초류향에게 세상 사람들이 찾을 수 없는 곳에서 단 둘만 있고 싶다는 부탁을 하고, 초류향은 충동적으로 약속하고 둘은 같이 길을 떠난다.
초류향은 장결결이 사라질까 두려웠고 장결결은 초류향이 많은 친구들과 여인들을 잊지 못할까 두려워한다.
어느 날 장결결이 사라지고 초류향 앞에 흑의노파가 나타나 신비한 일족(一族)의 비밀 성단으로 가서 신을 만나면 비밀을 알게 될 것이라는 말을 듣는다.
호철화는 초류향이 장결결이라는 요괴에 홀려 멍청해졌다며 욕을 하지만 초류향은 성단을 찾아 나선다.
어느 신비한 비밀 일족(一族)이 있었다. 그들도 자신들의 유래를 모를 정도로 오래되고 숨어 살았는데, 그들이 모시는 성녀는 세상과 연을 끊고 일족과 종교를 위해 모든 것을 헌신해야 하는 자리였다.
성녀의 어머니는 자신에게 고통을 주었던 석관음을 처리해준 초류향을 높이 사 사위감으로 점찍고 초류향의 호기심과 호승심을 이용해 장결결과 인연을 맺게 하고 초류향이 성단을 찾아와 성녀의 황금면구를 벗겨서 딸이 성녀 자리를 내려 놓고 행복하게 살기를 원했던 것이다.
초류향은 성단에서 장결결과 결혼하고 일족의 일원이 되어 같이 생활하지만 갈수록 수척해지고 말수가 적어지는 등 초류향이 더 이상 버틸 수 없음을 알게 된 장결결은 그를 자유롭게 보내준다.

### 이모저모
소설 내내 초류향은 여인들의 말과 행동에 속아 위험에 처하고, 더는 여자를 믿지 않겠다 다짐한다.
성단을 나오는 유일한 방법은 생사(生死)의 두 문 중에서 하나를 고르는 것인데, 장결결은 왼쪽 눈을 깜빡여 암시를 준다.
장모는 여자의 말을 믿냐며 장결결이 초류향에게 한 떠나길 원한다는 말은 진심이 아니라 하고 초류향은 그동안 장결결이 했던 행동들과 정을 떠올리고 다시 한 번 그녀를 믿기로 한다.
장결결이 왼쪽 눈을 깜빡인 것이, 자신을 떠나는 초류향을 죽이기 위해서인지 진심으로 생문을 알려주려는 것 인지에 대한 답은 알려주지 않고 초류향도 어느 문을 선택했는지 알려주지 않는다.
도화전기는 결국 천하의 초류향도 여인들의 손바닥 위에서 놀 수밖에 없는 남자임을 말하고자 한 것일까.

## 《신월전기》(新月傳奇)

### 등장인물
- 두선생(杜先生) : 최근 갑자기 등장해 커다란 세력을 통솔하는 인물.
- 옥검공주(玉劍公主) : 두선생과 초림의 딸. 사천왕에게 시집가기 전 초류향과 정을 나누고 신방에서 진짜 사천왕의 목을 벤다.
- 사천왕(史天王) : 최근 세력을 키워 칠해(七海)의 패자가 된 인물. 여섯 명의 화신(化身)을 두었다.
- 백운생(白雲生) : 사천왕의 양아들. 사천왕과 옥검공주의 혼사를 방해하는 인물들을 상대한다.
- 화고마(花姑媽) : 호철화의 지인. 혼사를 막기 위해 살수들을 고용해 사천왕을 죽이려 한다.
- 이시다 사이(石田齋) 히코자에몬(彥左衛門) : 자신의 애첩을 사천왕에게 빼앗기자 사천왕을 상대하기 위해 초류향을 돈으로 매수하려 한다.
- 카스히메(霞姬) : 표희장군(豹姬將軍). 이시다 사이의 애첩이었다가 사천왕의 애첩이 된다. 옥검공주의 등장으로 사천왕으로부터 멀어질 것을 염려한다.

### 전체줄거리
동남 해안 지역에서 왜구와 해적들의 세력이 커지자 조정에서는 두선생을 특사로 파견해 도적떼들의 세력을 상대하려 한다. 궁지에 물린 해적들은 최근 급부상한 사천왕의 아래로 모여들고, 왜구는 조정과 해적 두 세력의 양패구상을 바라는 형세가 된다. 사천왕의 세력이 더욱 커지자 다급해진 두선생은 딸을 시집보내 사태를 진정시키려 한다.
초류향은 우연히 들른 국수집에서 죽을 위기에 처한 초림(焦林)을 구해주고 엉겹결에 그녀의 딸을 찾아주기로 약속한다.
호철화가 옥검공주의 호송에 대해 얘기 하자, 초류향은 화고마가 사천왕을 상대할 일급살수들을 고용하는 이유을 알게 되고, 두선생을 만나러 갔다가 옥검공주 본인으로부터 그녀도 혼사를 원한다는 말을 듣고 물러난다.
혼사에 찬성하는 세력들과 반대하는 세력들 사이에서 호철화는 옥검공주를 호송해 사천왕에게 데려가려 하고, 초류향은 신념을 꺾고 홀로 사천왕을 상대하러 떠난다.
표희장군에게 잡혔던 초류향은 구사일생으로 살아나면서 기적적으로 사천왕과 만난 후 사천왕에 대한 생각이 조금 달라진다.
자신의 실패를 인정하고 육지로 돌아온 초류향은 옥검공주의 소식을 기다리던 사람들을 만나고, 공주의 성공 소식에 기뻐하던 두선생을 차갑게 바라본다.

### 이모저모
초류향도 어느덧 30대가 되었다.
초류향이 표희장군에게 붙잡혀 자신을 소개할 때 황제의 후손이라고 한다.

## 《오야난화》(午夜兰花)

### 등장인물
- 철대야(鐵大爺) : 서남(西南) 지방과 장안(長安)을 장악한 인물. 모용장청에게 원한이 있다.
- 강남모용(江南慕容) : 임환은(林還恩). 임환옥의 쌍둥이 동생. 부모가 입은 모용세가로부터의 은혜를 갚기 위해 나방의 계획에 참여한다.
- 유명추(柳明秋) : 강남모용가의 십숙(十叔). 강남모용을 진짜 위험에 빠트리려면 유명추는 죽어야 했기에 소소에게 죽임을 당한다.
- 임환옥(林還玉) : 임환은의 쌍둥이 누나. 오랜 세월 절증(絶症)에 시달리다 초류향과 만나고 죽기 전 임환은을 부탁한다.
- 화봉래(花鳳來) : 소주 출신의 기녀.
- 소소(蘇蘇) : 소패용(蘇佩蓉). 23세. 소성(蘇誠)과 화봉래의 딸. 소용용의 배다른 동생. 유명추를 죽이고 초류향을 만난다.
- 수수(袖袖) : 이남수(李藍袖). 21세. 이남삼(李藍衫)과 화봉래의 딸. 이홍수의 조카.
- 낭격사(郎格絲) : 낭파(郎波)와 화봉래의 딸. 별명은 낭래격격(狼來格格). 페르시아 군주로부터 세가지 임무를 받아 중원으로 왔다.
- 홍소아(紅小兒) : 홍소귀로 불리며 백포인의 명령으로 유명한 사람의 머리를 베어 간다.
- 백포인(白袍人) : 거대한 조직을 만들어 초류향의 생사를 확인하는데 모든 것을 쏟아 붇는다. 호철화와 일행은 그에게 난화(蘭花)선생이라는 별명을 붙였다.

### 전체줄거리
8월 13일 철대야는 강남모용과의 결전을 위해 마을 하나를 전부 비우고 매복을 배치한다.
8월 14일 유명추는 전날 철대야가 배치한 매복을 깨트리기 위해 소소를 데리고 떠났다가 소소에게 죽임을 당한다.
8월 15일 중추절 결전의 날. 강남모용은 유명추의 성패를 확인하지도 않고 사람들과 함께 마을에 들어서고, 마을의 불이 모두 꺼졌다가 켜지자 강남모용, 수수, 철대야 셋만 남아 있었다. 철대야는 자신의 원수는 모용청성이지 강남모용이 아니라며 강남모용에게 체면을 세워달라 하지만 강남모용은 거절하고 오야(午夜)에 이르자 거리의 등불을 신호로 어디선가 홍소귀가 나타나 철대야의 목을 베어 사라진다.
강호에는 초류향이 죽었다는 소문이 파다했다.
호철화는 초류향의 죽음에 관한 소문을 듣고 거대조직에 대항하기 위해 중원일점홍과 금태부인에게 도움을 청하고, 난화선생이 초류향의 죽음을 확인할 유일한 방법은 정(情)을 이용하는 방법 하나 뿐이라 확신하면서 때를 기다린다. 자신과 관계있는 사람들에게 죽음의 위기가 닥치면 초류향이 나타날 수밖에 없는 것이다.
난화선생은 소문처럼 초류향이 정말 죽었는지 확인하기 위해 초류향을 끌어낼 목적으로 초류향과 밀접한 관계를 가진 소소, 수수를 찾아내 강남모용에게 보내고, 철대야를 부추겨  초류향이 나타날 수밖에 없는 나방의 계획을 실행했다.
초류향은 나방의 계획이 실패하면 난화선생이 잠적할 것을 우려해 일부러 몸을 드러내고 난화선생에게 패하기로 마음 먹는다.
하지만 스스로를 미끼로 삼는 최후의 방법마저 난화선생이 안배한 계획 속에 포함된 것이라면..

### 이모저모
소설의 ½ 정도는 후대의 이름 모를 아마도 초류향과 어느 정도는 관계가 있을 법한 노인과 청년의 대화로 진행된다.
청년이 입으로는 차마 말하지 못했지만 난화선생의 정체는 소용용이다.
자신들을 마냥 어린 여동생으로만 보는 초류향과는 달리 소용용은 초류향을 사랑했다. 여기저기 사건에 휘말리면서 여러 여인들을 만나 정을 나누는 만인의 연인이었던 초류향을 자신만의 연인으로 만들기 위해 소용용은 여러 방법을 썼었지만 끝내 실패하고 초류향이 잠적하자 거대한 나방의 계획을 준비한다.
이 대결에서 초류향, 소용용 중에서 누가 이기든 결과는 하나 일 것이다. 초류향은 소용용에게 돌아올 수밖에 없다.